# Rotmainquelle
Koordinaten: 49° 51′ 20″ N, 11° 31′ 55″ O
Die Rotmainquelle ist der Ursprung des Roten Mains, des linken und südlichen Quellflusses des Mains, im Landkreis Bayreuth in Oberfranken.

## Beschreibung

Rotmainquelle, 2007

Die Rotmainquelle befindet sich etwa zehn Kilometer südlich von Bayreuth, auf einer Höhe von 581 m ü. NN, bei Hörlasreuth, im gemeindefreien Gebiet Lindenhardter Forst-Südost. Die Quelle liegt im gleichnamigen Waldgebiet Lindenhardter Forst, am Südhang des Tannenberges (596 m). Obwohl der Rote Main um einige Kilometer länger als der Weiße Main ist, gilt die in der Regel stärker schüttende Weißmainquelle als die Mainquelle. 
Die Rotmainquelle wurde 1907 in Stein gefasst, von dort fließt das Wasser über ein schmales Holzrohr ab. Das Quellgebiet liegt im Naturpark Fränkische Schweiz – Frankenjura. Es gehört geologisch zum Braunen Jura. Der Fluss hat seinen Namen vom moorig-roten Untergrund und dem mitgeführten Sediment, das ihn rötlich erscheinen lässt.
In der Nähe der Rotmainquelle entspringen die Püttlach und die Fichtenohe, der Oberlauf der Pegnitz.